# Ravnkilde
Ravnkilde is een plaats in de Deense regio Noord-Jutland, gemeente Rebild. De plaats telt 387 inwoners (2008).